# Insulinska pumpa
Insulinska pumpa ili kontinuirana supkutana insulinska infuzija (CSII) od (engl. Continuous subcutaneous insulin infusion) je sofisticirano medicinsko sredstvo, odnosno uređaj koji omogućava kontinuiranu isporuku insulina u potkožno tkivo svih 24 sata u danu.
Prva istraživanja u oblasti primene insulinskih pumpi počela su sa ciljem da se što vernije oponaša obrazac lučenja insulina poput onog u organizmu zdravih osoba. Nakon ovih istraživanja 1976. godine započela primena terapije kontinuiranom infuzijom insulina pomoću insulinskih pumpi. Za razliku od prvih insulinskih pumpi, koje su bile prevelike, današnje su malih dimenzija, kompjuterski sofisticirane i vrlo jednostavne za primenu, ali su zbog svoje visoke cene još uvek teško dostupne većini bolesnika. 
Lečenje šećerne bolesti putem insulinske pumpe danas predstavlja sam vrh terapijskih mogučnosti u lečenju pre svega čećerne polesti tip I (u daljem tekstu skraćeno ŠBT1). Kako pumpa nije namenjena za sve kategorije bolesnike u izboru strategije lečenja insulinskom pumpom treba se strogo pridržavati indikacija. 

## Opšta razmatranja
Šećerna bolest predstavlja značajan uzrok morbiditeta i mortaliteta globalnom nivou, i predstavlja značajan uzrok kako morbiditeta, tako i mortaliteta. Primena
kontinuirane infuzije insulina u insulinskoj pumpi, za što kvalitetnije održavanje nivoa glikemije, danas se primenjuje u selekcioniranoj grupi bolesnika sa tipom I šećerne bolesti, naročito dece i mladih i trudnica.
Konačnu odluku o primeni insulinske pumpe donosi bolesnik nakon postavljanja indikacije za njenu primenu. Pre njene primene potrebna je detaljna edukacija o terapiji insulinskom pumpom, a bolesnik tehnički osposobljen za njenu primenu.
Za kontinuiranu supkutana insulinska infuzija (CSII) koriste se samo ultrakratko delujući insulinski analozi (aspart i lispro insulin) kako za bazalnu potrebu za insulinom, tako i za boluse insulina pred glavne obroke. Na taj način izbegnuta je potreba za dugodelujućim inslinima čije su varijacije u apsorpciji iz potkožnog tkiva veće u odnosu na ultrakratkodelujuće insuline, tako da su i varijacije u njihovom djelovanju izbegnute.
Tokom 24 sata pumpa isporučuje unapred programiranu bazalnu dozu insulina, zavisno od potreba bolesnika, a pred obroke prema proračunu ugljenohidratnog kalkulatora (zavisno od količine ugljenih hidrata u hrani i aktuelnoj glikemiji) koji je sastavni deo pumpe bolesnik pritiskom na dugme isporučuje potrebnu dopunsku—bolus dozu.
Kontinuirana infuzija insulina zahteva i standardne metode praćenja regulacije glikemije – selektivno merenje glukoze u samokontrolama, kao i glikoziliranih proteina. Kontinuirano merenje glukoze ima svoje mesto u lečenju šećerne bolesti, ovom metodom posebno kod loše regulisanog i nestabilnog oblika bolesti. Ono daje najdetaljniji i najpouzdaniji uvid u kretanje glikemije i učinak terapije te je najsigurnije prema njemu korigigovati terapiju insulinskom pumpom.

## Indikacije
Terapija insulinskom pumpom nije namenjena za sve kategorije bolesnika sa dijabetesom. Takav oblik terapije pre svega mora biti prihvaćen od strane bolesnika, 
a ne nametnut od okoline ili medicinskog tima. ako bolesnik oseća odbojnost prema uređaju koji mora stalno imati na sebi ili ako za terapiju nije motivisan.
Najčešće indikacije za lečenje pprimenom CSII su 
- loša glukoregulacija — uprkos višekratnim (5-6) dnevnim dozama insulina,
- učestale i neprepoznate hipoglikemije,
- lečenje dece i adolescenata,
- prekoncepcija i trudnoća  — dobra prekoncepcijska glikoregulacija je značajan prognostički faktor ishoda i kvaliteta trudnoće. Značajno poboljšanje parametara glikoregulacije terapijom u CSII režimu doprinosi zadovoljavajućem ishodu i kvalitetu trudnoće.[7]
- gastroenteropatija.

Pri utvrđivanju indikacija takođe treba imati u vidu da kontinuirana infuzija insulina ne znači manju potrebu za redovnim kontrolama glikemije, štaviše, samokontrola je jedan od važnih uslova sigurne i uspešne CSII terapije. Ako se bolesnik nemarno odnosi prema samokontroli i neredovno meri glikemiju, savetuje se da uopšte ne započinje terapiju pumpom, odnosno da je prekine zbog mogućih opasnosti od hipoglikemije i ketoacidoze.

## Vrste pumpi
Danas su u primeni dve vrste pumpi, klasična i „patch“ pumpa. 
Klasična insulinska pumpa
Ovaj tip pumpe se sastoji od promenljivih srezervoara insulina i infuzijskog seta odnosno katetera (dužine 40-60 cm) sa kanilom koja se pričvršćuje na kožu i kučišta sa izvorom napajanja (baterijom), motorom i zaslonom.
„Patch“ pumpa
Ova vrsta pumpe satoji se od daljinskog upravljača sa zaslonom i promenljivog kučišta zalepljenog na kožu u kojem su baterija, motor, rezervoar insulina i kanila.

## Obuka pacijenata za primenu insulinske pumpe
Pre uvođenja insulinske pumpe u terapiju, potrebno je bolesnika dobro obučiti o njenim tehničkim mogućnostima. U svim većim centrima edukaciju o upotrebi pumpe organizuje proizvođač koji pumpe uvozi i distribuira. 
Tek kada je bolesnik savladao rad insulinske pumpe, medicinski tim obučava bolesnika o potrebnoj količini insulina za bazalnu i bolus dozu, o izračunavanju potrebnih jedinica insulina za ugljenohidratni obrok i korektivne faktore i primeno ostalih programa isporuke insulina.

## Dobre i loše strane CSII

### Dobre strane
Prednosti ove metoda nad višekratnim dnevnim subkutanim inekcijama inzulina (MDII) mogu biti: 
- bolja metabolička regulacija,
- manje hipoglikemija,
- manje dnevne oscilacije glukoze u plazmi,
- manja potreba za inzulinom
- poboljšanje kvalitete života,
- smanjenjem broja uboda za aplikaciju inzulina (sa 1.825 na 130 godišnje).[3]

### Loše strane
Za razliku od prednosti, nedostaci CSII terapije mogu biti:
Brzi razvoj hiperglikemije i ketoacidoze
Hiperglikemije i ketoacidoza mogu nastati u slučaju prekida korišćenja pumpe ili prekida isporuke insulina usled začepljenja infuzijskog seta. Jedna od mogućih komplikacija prilikom primene insulinske pumpe je brzi razvoj ketoacidoze u slučaju prekida isporuke insulina. Naim isključenje pupme se dozvoljava u trajanju do 2 sata prilikom bavljenja kontaktnim sportovima ili plivanjem, odnosno za vrijme tuširanja. Kako se insulin pomoću pumpe isporučuje kontinuirano u vrlo maloj dozi, u slučaju prekida isporuke insulina kroz vremenski period duži od dva sata bolesnik može brzo razviti ketoacidozu.
Infekcije
Infekcije su moguće, retko, na mestima primene infuzionog sistema. 
Alergijske reakcije
Alergijske reakcije najčešće javljaju na mestima aplikacije inulinskog katetera, najčešće zbog flastera koji ga pričvršćuje.
Cena
Pumpe i nihova primena je jako skupa. Tako npr. godišnja cena lečenja putem CSII u odnosu na MDII je 2,5 puta veća. 
Potreba za većim nivoom edukacije
Edukacija je jako važna kako u smislu savladavanja tehičkih karkteristika rada pumpe tako i u nužnom poznavanj računanja ugljenih hidrata u obroku.

## Spoljašnje veze
|  | Molimo Vas, obratite pažnju na važno upozorenje u vezi sa temama iz oblasti medicine (zdravlja). |